# Dummerston (Vermont)
Dummerston est une ville située dans le comté de Windham, dans l'État du Vermont, aux États-Unis.

## Source
- (en) Cet article est partiellement ou en totalité issu de l’article de Wikipédia en anglais intitulé « Dummerston, Vermont » (voir la liste des auteurs).